# Anna Russel

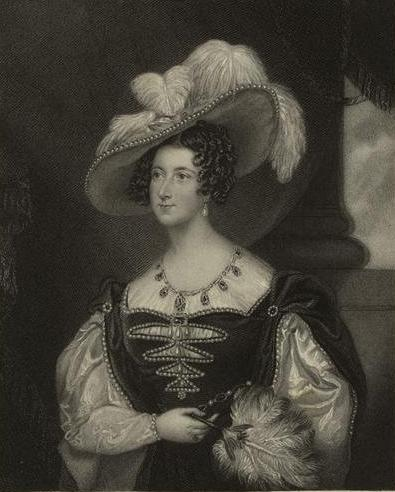
Anna Russel

Anna Maria Russell, hertiginna av Bedford, född 3 september 1783, död 3 juli 1857, var en brittisk hovfunktionär. Hon var en personlig vän till Viktoria av Storbritannien, hos vilken hon var lady of the Bedchamber 1837-41, och betraktas som den som på 1840-talet införde den brittiska traditionen med "afternoon tea" (eftermiddagste). 
Hon var dotter till Charles Stanhope, 3:e Earl av Harrington and Jane Fleming, och gifte sig 1808 med Francis Russell, 7:e hertig av Bedford. 1837 utnämndes hon till hovdam hos drottning Viktoria. Hon blev år 1839 tillsammans med Louise Lehzen och drottning Viktoria själv inblandad i skandalen kring hovdamen Lady Flora Hastings. Hastings insjuknade i magsmärtor, som hovläkaren felaktigt diagnosticerade som graviditet. Eftersom hon var ogift sågs detta som en stor skam och tystades ned, men Russel och Lehzen spred trots detta ut att Hastings hade blivit gravid och påstod att det var drottningens mors älskare John Conroy som var fadern. När Hastings magsmärtor visade sig bero på cancer istället för graviditet utsattes Russel, Lehzen och Viktoria för dålig publicitet. 